# Marco Haller
Marco Haller (ur. 1 kwietnia 1991 w Sankt Veit an der Glan) – austriacki kolarz szosowy.

## Osiągnięcia
Opracowano na podstawie:

2007
- 2. miejsce w olimpijskim festiwalu młodzieży Europy (jazda indywidualna na czas)

2008
- 1. miejsce na 3. etapie Po Stajerski

2009
- 1. miejsce na 1. etapie Wyścigu Pokoju Juniorów
- 1. miejsce na 1., 4., 5. i 6. etapie Tour de l’Abitibi
- 3. miejsce w mistrzostwach świata juniorów (start wspólny)

2011
- 2. miejsce w Trofej Poreč

2012
- 1. miejsce na 4. etapie Tour of Beijing

2013
- 1. miejsce w klasyfikacji górskiej Driedaagse Brugge-De Panne
- 1. miejsce na 3. etapie Tour des Fjords (jazda drużynowa na czas)

2014
- 1. miejsce na 8. etapie Österreich-Rundfahrt

2015
- 3. miejsce w Gran Premio Nobili Rubinetterie
- 1. miejsce w Tour des Fjords
  - 1. miejsce w klasyfikacji młodzieżowej
- 1. miejsce w mistrzostwach Austrii (start wspólny)

2021
- 2. miejsce w mistrzostwach Austrii (start wspólny)

2022
- 1. miejsce na 4. etapie Tour of Norway
- 1. miejsce w Cyclassics Hamburg

## Rankingi
| Rok             | 2011 | 2012 | 2013 | 2014 | 2015 | 2016 | 2017  | 2018  | 2019 | 2020 | 2021 | 2022 | 2023 | 2024 |
| --------------- | ---- | ---- | ---- | ---- | ---- | ---- | ----- | ----- | ---- | ---- | ---- | ---- | ---- | ---- |
| UCI World Tour  |      | 181. | -    | 229. | 209. | -    | -     | -     |      |      |      |      |      |      |
| World Ranking   |      |      |      |      |      | 745. | 2695. | 1292. | 308. | 410. | 229. | 140. | 456. | 220. |
| UCI Europe Tour | 290. |      |      |      |      | 561. | 1645. | 938.  | 253. | 335. | 196. | 117. | -    | -    |
| UCI Asia Tour   | -    |      |      |      |      | 386. | -     | 406.  |      |      |      |      |      |      |
|                 |      |      |      |      |      |      |       |       |      |      |      |      |      |      |
| Źródło: UCI     |      |      |      |      |      |      |       |       |      |      |      |      |      |      |